# Kreis Zschopau
Der Kreis Zschopau war ein Landkreis im Bezirk Karl-Marx-Stadt der DDR. Von 1990 bis 1994 bestand er als Landkreis Zschopau im Freistaat Sachsen fort. Sein Gebiet liegt heute im Erzgebirgskreis. Der Sitz der Kreisverwaltung befand sich in Zschopau.

## Geografie

### Lage
Der Kreis Zschopau befand sich im Osten des Bezirks Karl-Marx-Stadt südöstlich der Bezirkshauptstadt.

Der Kreis befand sich am Übergang der unteren zu den mittleren Lagen des Erzgebirges. Landschaftlich war das Gebiet durch das Zschopautal und seine Seitentäler geprägt. Die höchste Erhebung waren die Greifensteine bei Ehrenfriedersdorf mit 731 m ü. NN, niedrigster Punkt das Zschopautal bei Witzschdorf mit 307 m ü. NN.

### Nachbarkreise
Der Kreis Zschopau grenzte im Uhrzeigersinn im Norden beginnend an die Kreise Karl-Marx-Stadt-Land (bis 1953 und ab 1990 Chemnitz-Land), Flöha, Marienberg, Annaberg und Stollberg.

## Geschichte
Der Kreis Zschopau entstand im Zuge der Kreisreformen in der DDR am 25. Juli 1952 aus Teilen der alten Landkreise Flöha, Annaberg und Marienberg. Am 4. Dezember 1952 wurde die neue Kreiseinteilung noch einmal korrigiert; der neue Kreis Werdau Zschopau seitdem 
Folgende Gemeinden bildeten den Kreis Zschopau:
- fünf Gemeinden aus dem alten Landkreis Annaberg:

Ehrenfriedersdorf (Stadt), Gelenau/Erzgeb., Herold, Jahnsbach und Thum (Stadt)
- neun Gemeinden aus dem alten Landkreis Flöha

Börnichen/Erzgeb., Gornau/Erzgeb., Hohndorf, Krumhermersdorf, Schlößchen i. Erzgeb., Waldkirchen/Erzgeb., Weißbach, Witzschdorf und Zschopau (Stadt)
- zwölf Gemeinden aus dem alten Landkreis Marienberg

Drebach, Falkenbach, Gehringswalde, Grießbach, Großolbersdorf, Hilmersdorf, Hopfgarten, Scharfenstein, Schönbrunn, Streckewalde, Venusberg und Wolkenstein (Stadt).
Bis zu seiner Auflösung kam es zu folgende Gemeindegebietsänderungen und Umgliederungen über die Kreisgrenzen hinweg:
- 1. Januar 1994 Zusammenschluss von Dittersdorf (Landkreis Chemnitz), Schlößchen/Erzgeb. und Weißbach zu Amtsberg
- 1. Januar 1994 Eingliederung von Hohndorf in Großolbersdorf
- 1. März 1994 Eingliederung von Witzschdorf und Dittmannsdorf (Landkreis Flöha) in Gornau/Erzgeb.
- 1. März 1994 Umgliederung der Siedlung Kamerun von Amtsberg (Ortsteil Dittersdorf) nach Kemtau (Landkreis Chemnitz)

Der Kreis Zschopau existierte bis zur ersten sächsischen Landkreisreform, ab dem 17. Mai 1990 als Landkreis Zschopau. Mit Wirkung zum 1. August 1994 wurde das Territorium dem Landkreis Annaberg und dem Mittleren Erzgebirgskreis zugeschlagen.

## Politik

### Landrat
Bis 1990 entsprach das Amt dem des Vorsitzenden des Rates des Kreises.
- 8. Juni 1990–31. Juli 1994: Siegfried Trommer (CDU)

## Wirtschaft
Das Zschopautal und insbesondere die Stadt Zschopau waren schon seit Anfang des 19. Jahrhunderts ein industriell hoch entwickelter Raum. Nach dem Zweiten Weltkrieg erholte sich die Wirtschaft trotz der umfangreichen Reparationsleistungen an die Sowjetunion recht schnell. Bedeutendste Arbeitgeber waren das Motorradwerk Zschopau und das DKK-Kühlschrankwerk in Scharfenstein. Zudem prägte die Region vor allem die Textilindustrie  mit großen Betrieben in Gornau, Gelenau/Erzgeb., Venusberg und Zschopau, außerdem eine ganze Reihe Zulieferbetriebe an o. g. Werke. Zu erwähnen ist ferner die Papierfabrik in Wilischthal. Infolge der hohen Arbeitsplatzdichte hatte der Kreis eine größere Zahl an Einpendlern. Große Flächen des Kreises wurden durch die Landwirtschaftliche Produktionsgenossenschaften der einzelnen Orte genutzt. Ein weiterer Wirtschaftszweig war der Tourismus mit einer größeren Zahl FDGB-Ferienheimen.

## Verkehr
Der Kreis Zschopau war durch die Fernverkehrsstraße 174, die heutige Bundesstraße 174, straßenseitig erschlossen. Bahnseitig diente die Zschopautalbahn von Flöha nach Weipert dem Personen- und Güterverkehr. Bis in die 70er existierten in den Nebentälern der Zschopau die Schmalspurbahnen Schönfeld-Wiesa–Meinersdorf, Wilischthal–Thum und Wolkenstein–Jöhstadt. Größere Güterbahnhöfe existierten in Zschopau, Wilischthal und Wolkenstein.

## Bevölkerungsdaten
Bevölkerungsübersicht aller 26 Gemeinden des Kreises, die 1990 in das wiedergegründete Land Sachsen kamen.
| AGS      | Gemeinde                 | Einwohner | Einwohner  | Fläche (ha) |
| AGS      | Gemeinde                 | 3.10.1990 | 31.12.1990 | 31.12.1990  |
| 14057010 | Börnichen/Erzgeb.        | 977       | 971        | 1 540       |
| 14057020 | Drebach                  | 2 622     | 2 571      | 1 725       |
| 14057030 | Ehrenfriedersdorf, Stadt | 6 263     | 6 170      | 1 583       |
| 14057040 | Falkenbach               | 483       | 477        | 517         |
| 14057050 | Gehringswalde            | 829       | 804        | 626         |
| 14057060 | Gelenau/Erzgeb.          | 5 783     | 5 759      | 2 111       |
| 14057070 | Gornau/Erzgeb.           | 2 015     | 1 947      | 559         |
| 14057080 | Grießbach                | 887       | 886        | 475         |
| 14057090 | Großolbersdorf           | 2 454     | 2 433      | 1 418       |
| 14057100 | Herold                   | 1 443     | 1 433      | 325         |
| 14057110 | Hilmersdorf              | 924       | 935        | 722         |
| 14057120 | Hohndorf                 | 596       | 595        | 252         |
| 14057130 | Hopfgarten               | 325       | 329        | 591         |
| 14057140 | Jahnsbach                | 1 610     | 1 605      | 481         |
| 14057150 | Krumhermersdorf          | 1 788     | 1 753      | 1 066       |
| 14057160 | Scharfenstein            | 1 325     | 1 249      | 419         |
| 14057170 | Schlößchen/Erzgeb.       | 608       | 596        | 182         |
| 14057180 | Schönbrunn               | 640       | 630        | 713         |
| 14057190 | Streckewalde             | 368       | 358        | 258         |
| 14057200 | Thum, Stadt              | 3 498     | 3 468      | 1 083       |
| 14057210 | Venusberg                | 1 717     | 1 701      | 655         |
| 14057220 | Waldkirchen/Erzgeb.      | 1 193     | 1 191      | 897         |
| 14057230 | Weißbach                 | 1 621     | 1 622      | 963         |
| 14057240 | Witzschdorf              | 746       | 748        | 555         |
| 14057250 | Wolkenstein, Stadt       | 1 879     | 1 873      | 473         |
| 14057260 | Zschopau, Stadt          | 12 867    | 12 799     | 1 226       |
| 14057000 | Landkreis Zschopau       | 55 461    | 54 903     | 21 415      |

## Kfz-Kennzeichen
Den Kraftfahrzeugen (mit Ausnahme der Motorräder) und Anhängern wurden von etwa 1974 bis Ende 1990 dreibuchstabige Unterscheidungszeichen, die mit dem Buchstabenpaar TX begannen, zugewiesen. Die letzte für Motorräder genutzte Kennzeichenserie war XZ 50-01 bis XZ 52-00.
Anfang 1991 erhielt der Landkreis das Unterscheidungszeichen ZP. Es wurde bis zum 31. Juli 1994 ausgegeben. Seit dem 9. November 2012 ist es im Erzgebirgskreis erhältlich.